# Lipodistrofia
Per  lipodistrofia, in campo medico, si intende una manifestazione clinica caratterizzata da un'anormale o degenerativa condizione del tessuto adiposo. Si può manifestare come ridistribuzione dei lipidi nel corpo avendo di fatto in alcune parti una mancanza e in altre un eccesso dei grassi, riguardando soprattutto le guance o sulla parte posteriore del collo.

## Etimologia
Il termine deriva dal greco, "lipo" che significa grasso e "distrofia" alterazione della normale crescita.

## Tipologia
Esistono varie tipologie fra cui la lipodistrofia di Dunnigan, un'anomalia genetica con caratteristiche simili alla sindrome metabolica.
La sindrome lipodistrofica è una condizione che si manifesta nelle persone positive all'HIV a seguito delle terapie farmacologiche.
Un'altra forma di tale malattia è l'emiatrofia facciale, dove si riscontra la scomparsa del grasso negli strati di pelle di una parte del volto.
Casi di parziale lipodistrofia sono stati descritti da studiosi e attualmente sono sotto controlli medici, dove si evincono fra l'altro forme di diabete e infertilità.

## Eziologia
Le cause di tale anomalie sono soprattutto di carattere genetico, ma la Lipodistrofia può essere dovuta anche a malnutrizione e all'assunzione di determinati farmaci, come anti-retrovirali per il trattamento di infezione da HIV.

## Terapie
Attualmente si stanno effettuando esperimenti per comprendere quali terapie farmacologiche siano più efficaci (come la terapia a base di leptina).